# فيزياء السحب

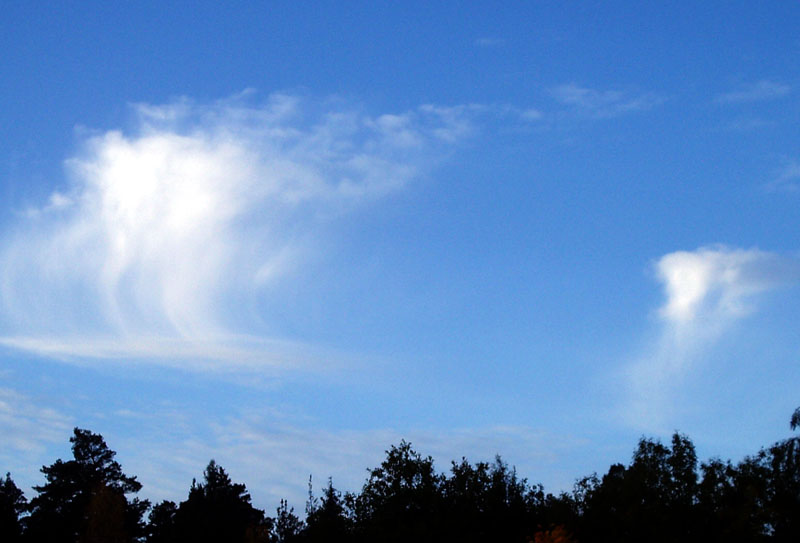
سحب ركامية متوسطة الارتفاع مع ذائلة

فيزياء السحب هي دراسة العمليات الفيزيائية التي تؤدي إلى تكوين ونمو وهطول الأمطار في السحب الجوية. يوجد هذا الهباء الجوي في طبقات التروبوسفير والستراتوسفير والميزوسفير، والتي تشكل مجتمعة الجزء الأكبر من الهوموسفير (الغلاف المتجانس). تتكون السحب من قطرات مجهرية من الماء السائل (السحب الدافئة)، أو بلورات صغيرة من الجليد (السحب الباردة)، أو كليهما (السحب المختلطة الطور)، إلى جانب جزيئات مجهرية من الغبار أو الدخان أو مواد أخرى، تُعرف باسم نوى التكاثف. تتشكل قطرات السحب في البداية عن طريق تكثيف بخار الماء على نوى التكثيف عندما يتجاوز التشبع الفائق للهواء قيمة حرجة وفقًا لنظرية كولر. تعد نوى التكاثف ضرورية لتكوين قطرات السحب بسبب تأثير كلفن، الذي يصف التغير في ضغط بخار التشبع بسبب السطح المنحني. عند الأقطار الصغيرة، تكون كمية التشبع الفائق اللازمة لحدوث التكثيف كبيرة جدًا، بحيث لا يحدث ذلك بشكل طبيعي. يصف قانون راؤول كيف يعتمد ضغط البخار على كمية المذاب في المحلول. عند التركيزات العالية، عندما تكون قطرات السحابة صغيرة، تكون التشبع الفائق المطلوب أصغر من عدم وجود نواة.
في السحب الدافئة، تسقط قطرات السحابة الأكبر بسرعة نهائية أعلى؛ لأنه عند سرعة معينة، تكون قوة السحب لكل وحدة من وزن القطرة على القطرات الأصغر أكبر من تلك الموجودة على القطرات الكبيرة. يمكن للقطرات الكبيرة بعد ذلك أن تصطدم بالقطرات الصغيرة وتتحد لتكوين قطرات أكبر. عندما تصبح القطرات كبيرة بما يكفي بحيث تكون سرعتها إلى أسفل (نسبة إلى الهواء المحيط) أكبر من السرعة الصاعدة (نسبة إلى الأرض) للهواء المحيط، يمكن للقطرات أن تسقط على شكل هطول. لا يكون الاصطدام والاندماج بنفس الأهمية في السحب ذات الطور المختلط حيث تهيمن عملية بيرجيرون. ومن العمليات المهمة الأخرى التي تشكل الهطول عملية التجمد، عندما تصطدم قطرة سائلة فائقة التبريد برقاقة ثلج صلبة، والتجمع، عندما تصطدم رقاقتان ثلجيتان صلبتان وتتحدان. إن الآليات الدقيقة لكيفية تشكل السحابة ونموها غير مفهومة تمامًا، لكن العلماء طوروا نظريات تفسر بنية السحب من خلال دراسة الفيزياء الدقيقة للقطرات الفردية. كما سمح التقدم في تكنولوجيا الرادار وأقمار الأرصاد الجوية بالدراسة الدقيقة للسحب على نطاق واسع.